# 丙酸乙烯酯
丙酸乙烯酯是一种有机化合物，结构简式CH3CH2CO2CH=CH2，是丙酸乙烯醇形成的酯，常温常压下为无色液体，能用于合成聚丙酸乙烯酯（poly(vinyl propionate)）和一些共聚物。